# Liste der Naturdenkmäler in Beelen
Die Liste der Naturdenkmäler in Beelen nennt die Naturdenkmäler in Beelen im Kreis Warendorf in Nordrhein-Westfalen.

## Naturdenkmäler
| Nummer | Bezeichnung                                           | Lage | Bemerkung                                                                                 | Bild |
| ------ | ----------------------------------------------------- | --- | ----------------------------------------------------------------------------------------- | ---- |
| 3.2    | Thingeiche (Stieleiche)                               | Siemensstraße (51° 55′ 45,1″ N, 8° 5′ 44″ O)                                                                             | Alter: 350 Jahre, Umfang: 5,63 m                                                          |      |
| 2.6.6  | Eiche (Quercus robur) mit Wegekreuz                   | Flur 25, Flurstück 21 Im Straßenseitenraum der Straße „Hörster“ im Kreuzungsbereich mit der L 831 ()                     | Stammdurchmesser ca. 1,10 m, Kronendurchmesser ca. 20 m                                   |      |
| 2.6.7  | Baumreihe aus Eichen, Allee aus Linden (Thiers Allee) | Flur 22, Flurstück 92, 94, 102 An der „Thiers Allee“ am südwestlichen Ortsrand von Beelen (51° 55′ 35″ N, 8° 6′ 33,1″ O) | 24 Eichen (0,8 m – 1,5 m Stammdurchmesser) und 28 Linden (0,3 m – 0,4 m Stammdurchmesser) |      |